# ハウパーヴィラ

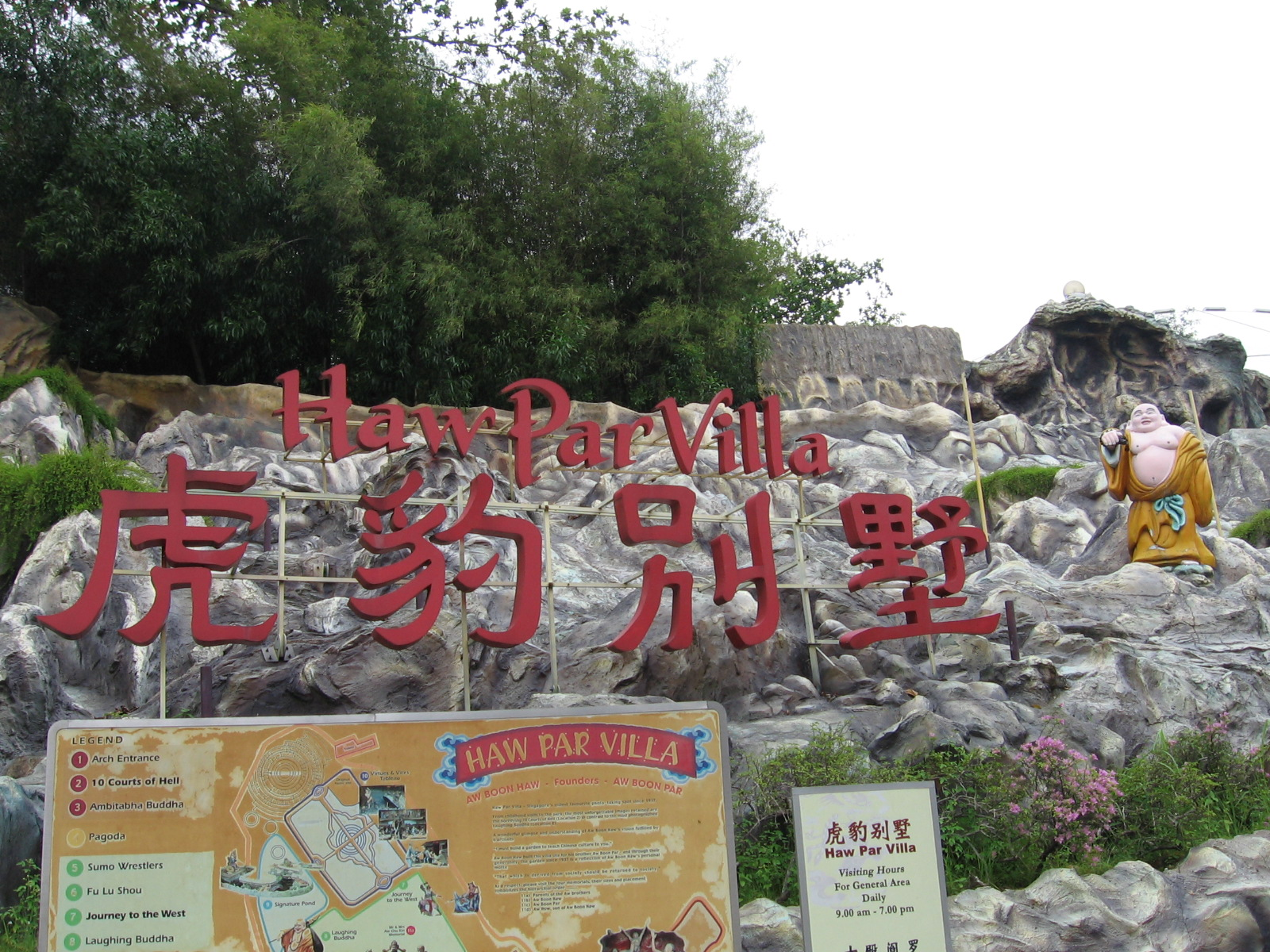
ハウパーヴィラ入口看板。「ドラゴンワールド」時代には、写真右上部に巨大な龍の像が設置されていた。

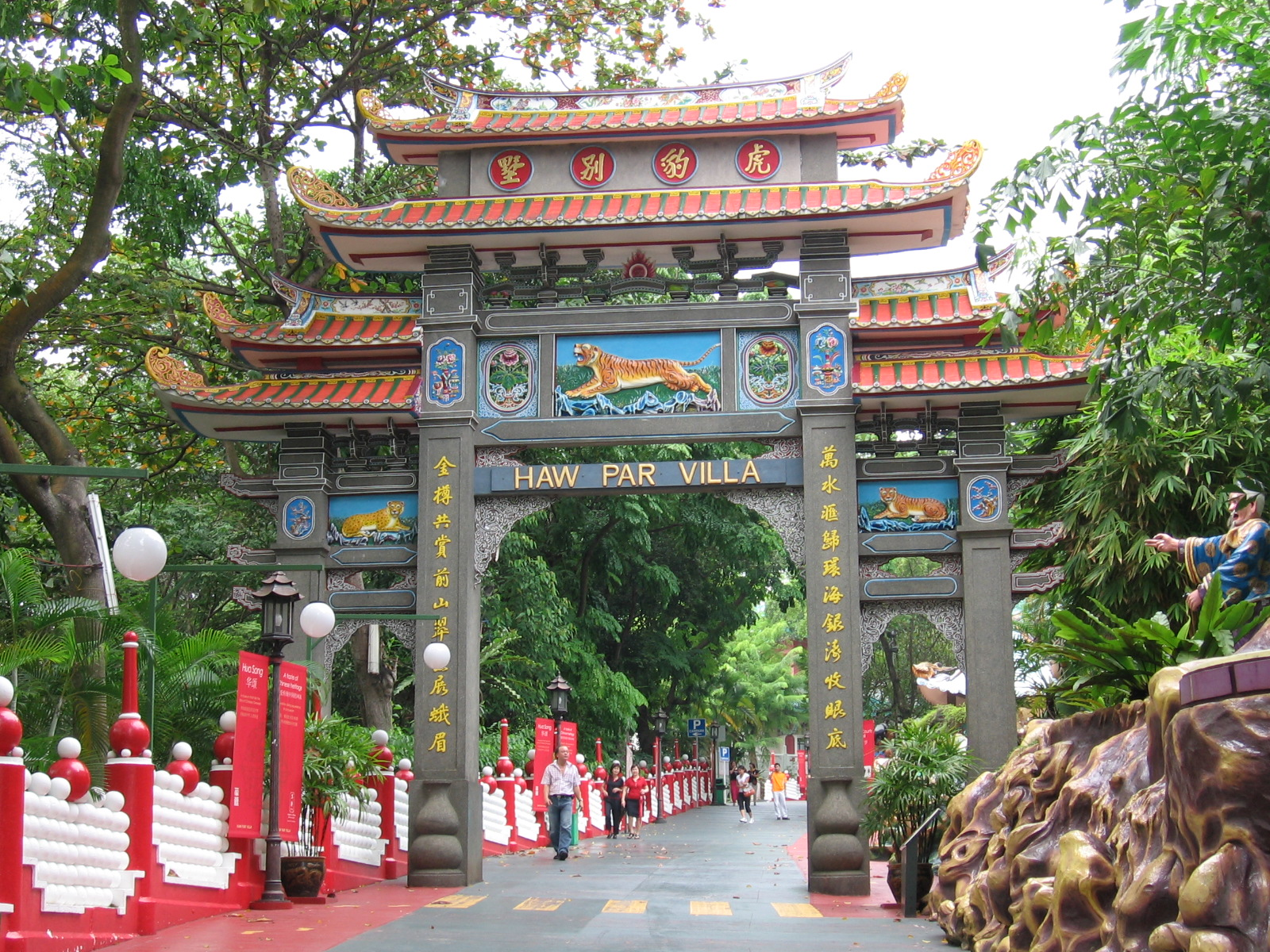
正面入口門

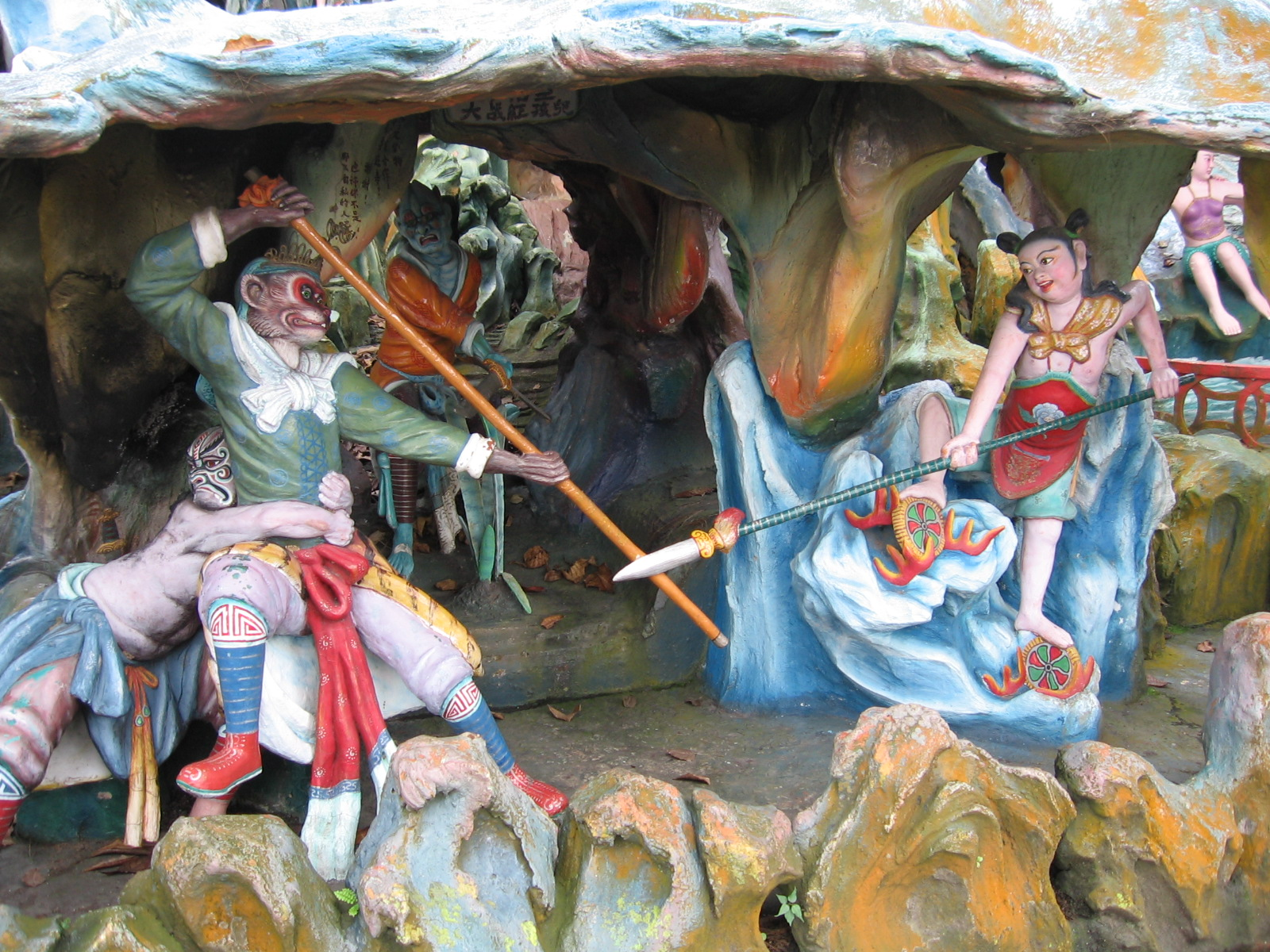
ジオラマの例。『西遊記』より、孫悟空と哪吒の戦い。

ハウパーヴィラ (虎豹別墅, 拼音: Hǔbào Biéshù, Haw Par Villa) は、シンガポールに存在する庭園、テーマパークである。旧称のタイガーバームガーデン(Tiger Balm Garden)で呼ばれることもある。中国の儒教・道教・仏教や、様々な伝説・説話等をモチーフとした多数の奇妙な像とジオラマを中心に展示した施設である。

## 施設概要
ハウパーヴィラは、軟膏薬タイガーバーム (虎標萬金油) の売り上げで巨財を成した胡文虎 (en:Aw Boon Haw 、1882年-1954年) と胡文豹 (Aw Boon Par、1884年-1944年) の兄弟により建設された。Haw Par Villa 及び虎豹別墅の名称はこの兄弟の名に因んだものである。
園内の像・ジオラマは、地獄・極楽の様子を表したものや、『西遊記』や『山海経』に登場する神仙・妖怪・瑞獣、『二十四孝』の道徳説話の場面など、中国の精神世界を紹介したものが多い。主にコンクリートを用いて造形された像の総数は1000以上、ジオラマは150に上る。これらの像はいずれも極彩色かつ見方によってはグロテスクな造形をしており、日本の力士や自由の女神像など、中国とは関係のない像も混在している。所狭しと並べられたこれらの像によるキッチュな景観がこの庭園最大の特徴である。

## 歴史
ハウパーヴィラが「タイガーバームガーデン」の名でシンガポールに建設されたのは1937年のことである。1935年に完成した香港のタイガーバームガーデンに続く2番目の施設だった。当時シンガポールはタイガーバーム販売の拠点であり、この庭園は中国文化の紹介と共にタイガーバームの広告をも兼ねていた。
太平洋戦争中、1942年のシンガポール陥落と共にタイガーバームガーデンは日本軍に接収された。その後胡文豹・胡文虎は相次いで亡くなり、戦中・戦後にかけて庭園は整備がなされず荒廃した状態が続いた。
1950年代後半に至り胡文虎の息子胡一虎により再整備が進められるが、最終的にはシンガポール観光協会に売却され、胡一族の手を離れた。
1985年にハウパーヴィラと改称し、さらに1990年、園内を改装しアトラクションを配した有料の遊園地「ドラゴンワールド」として再オープンした。しかし経営は立ちゆかず、2001年には再び無料化されて遊具も撤去され、元の庭園としての姿に戻った。
虎豹別墅の名を冠する施設は世界に3つ存在したが、2000年に香港のタイガーバームガーデンは閉鎖されており、中国福建省の虎豹別墅は庭園ではなく胡一族に関する博物館なので、このハウパーヴィラが現在観覧することのできる胡兄弟の唯一の庭園である。

## ギャラリー

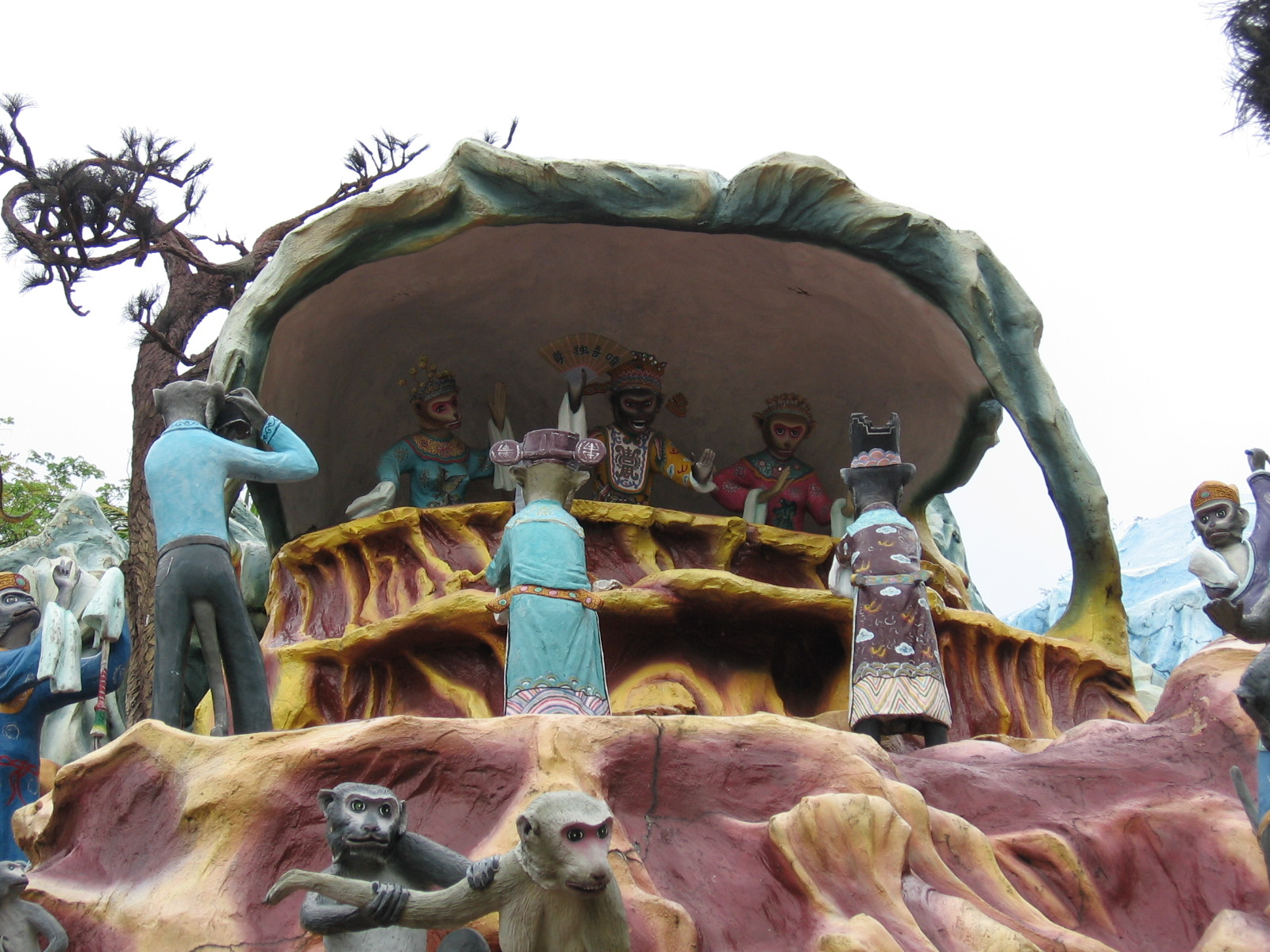
『西遊記』より、花果山の様子。中央に孫悟空が見える。
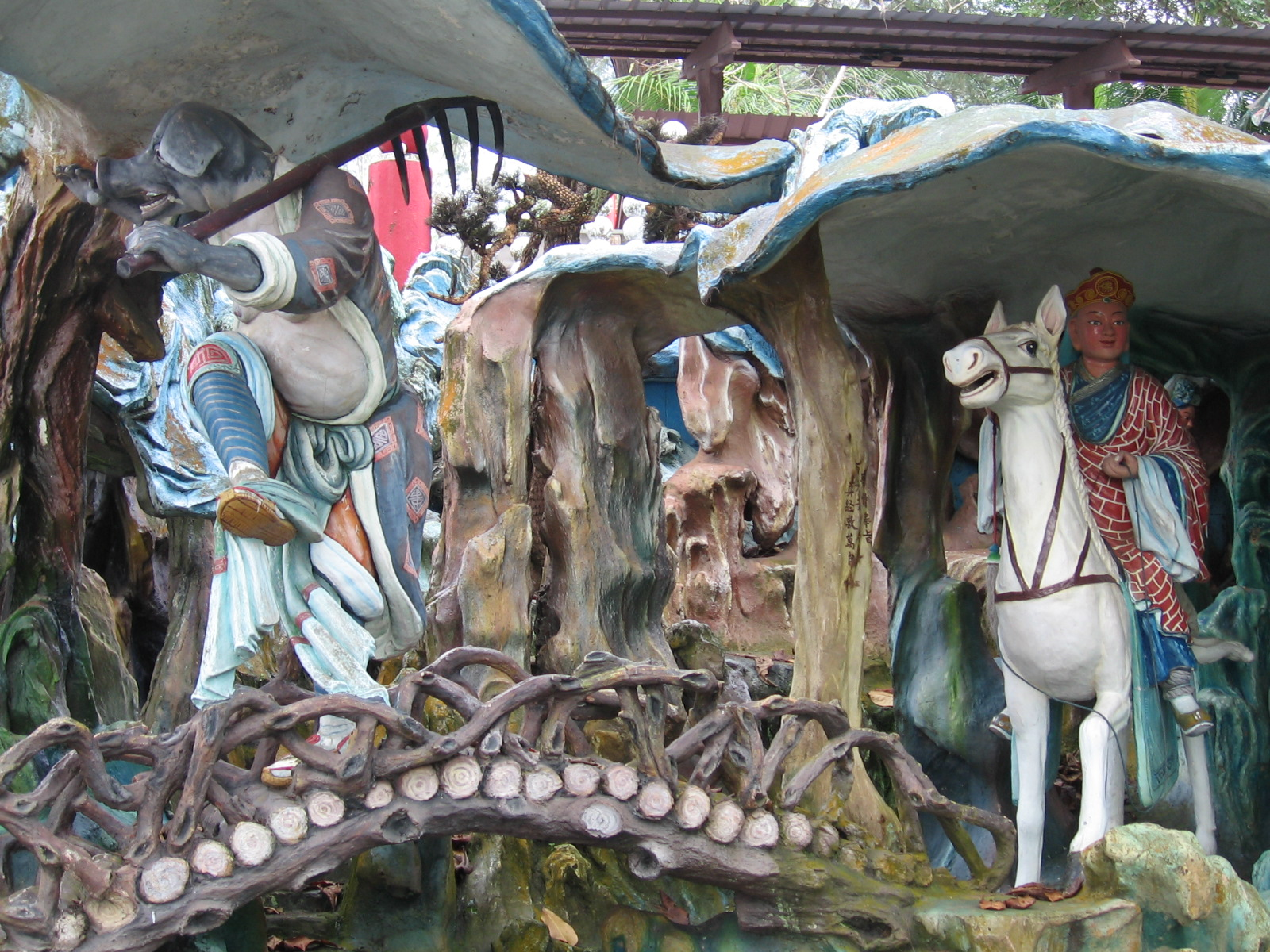
『西遊記』より、猪八戒、三蔵法師、玉龍。
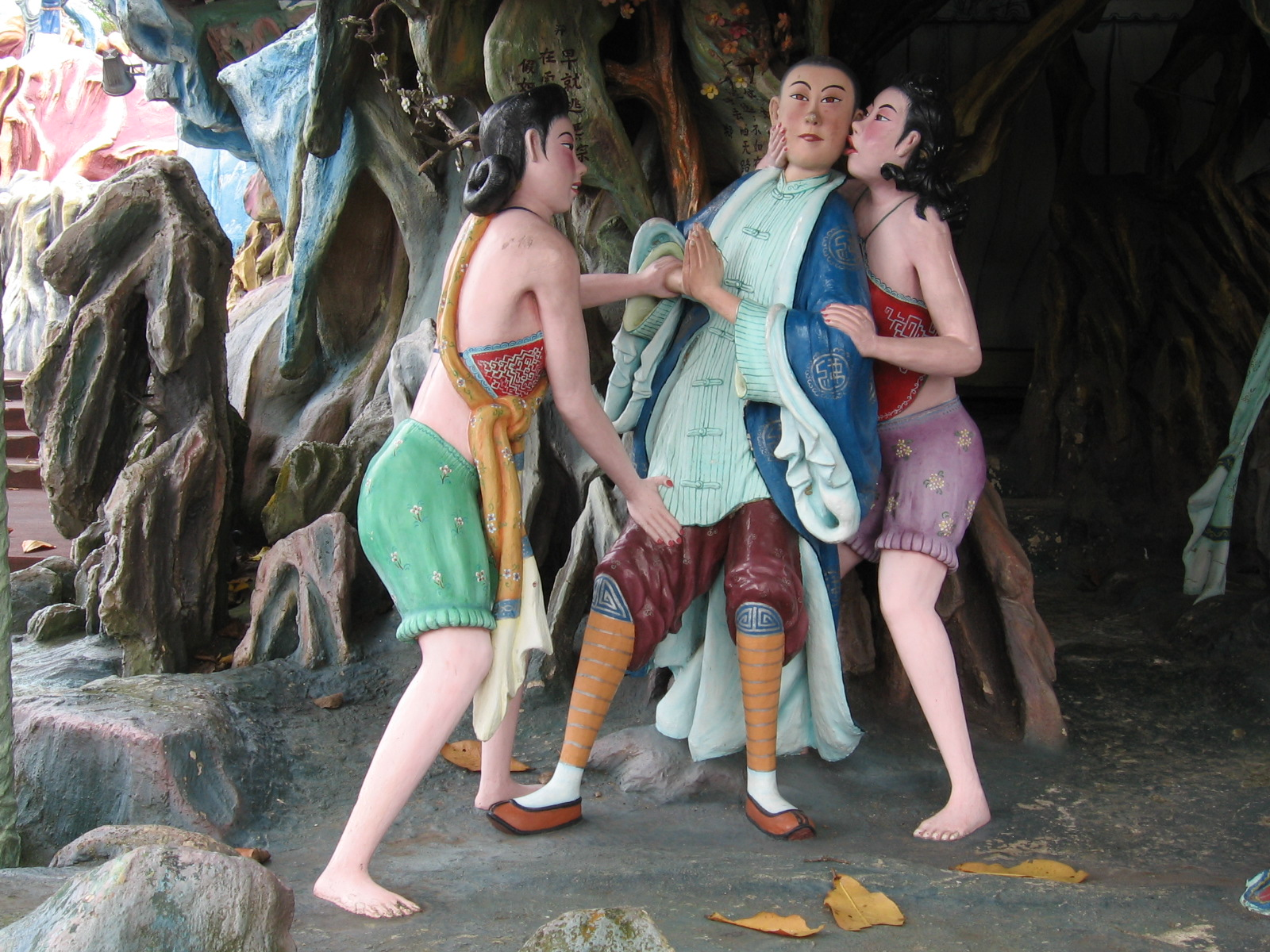
『西遊記』より、三蔵法師を誘惑せんとする女性に化けた妖怪。
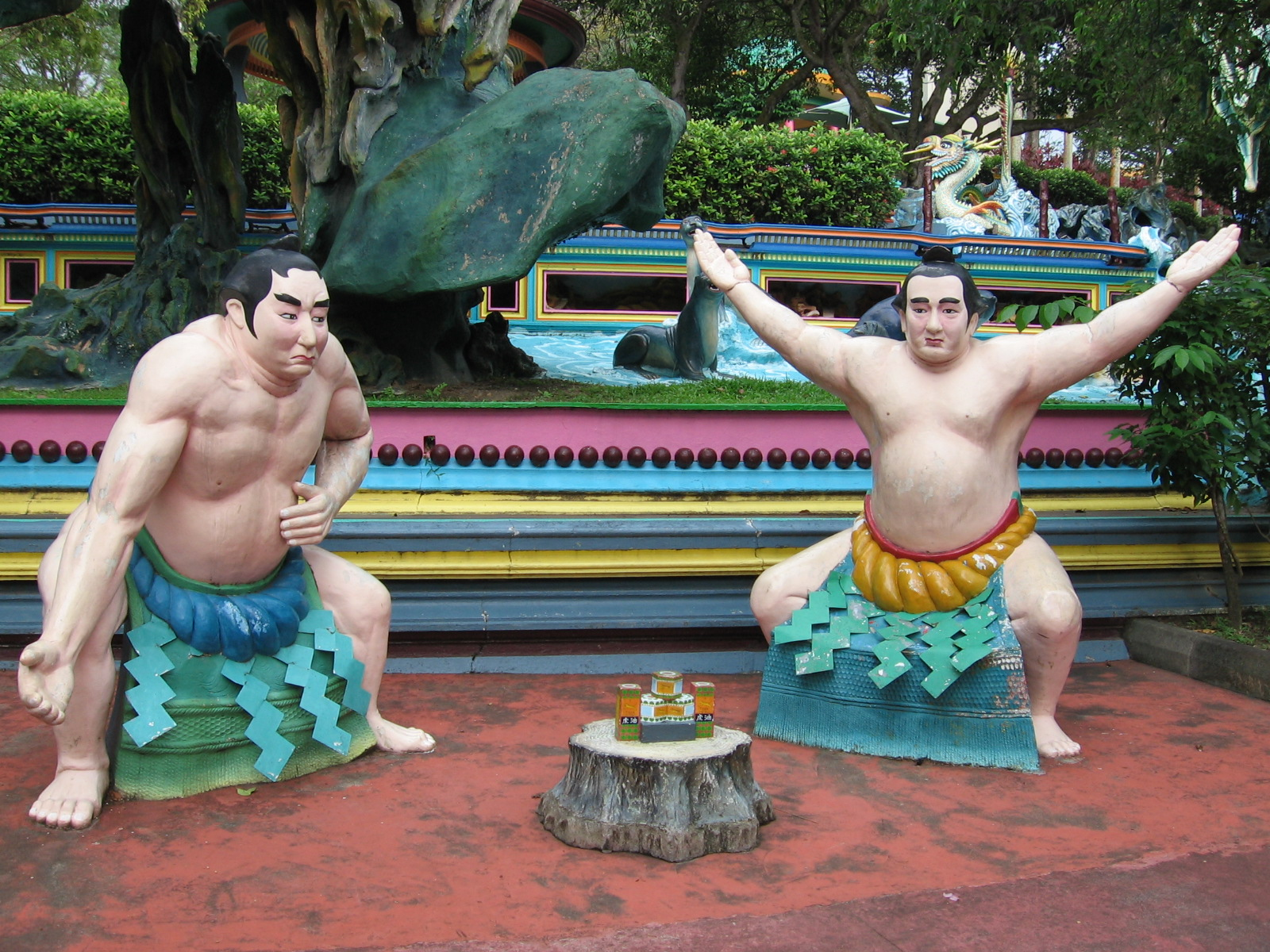
土俵入りを行う日本の力士。モデルは初代若乃花という[1]。
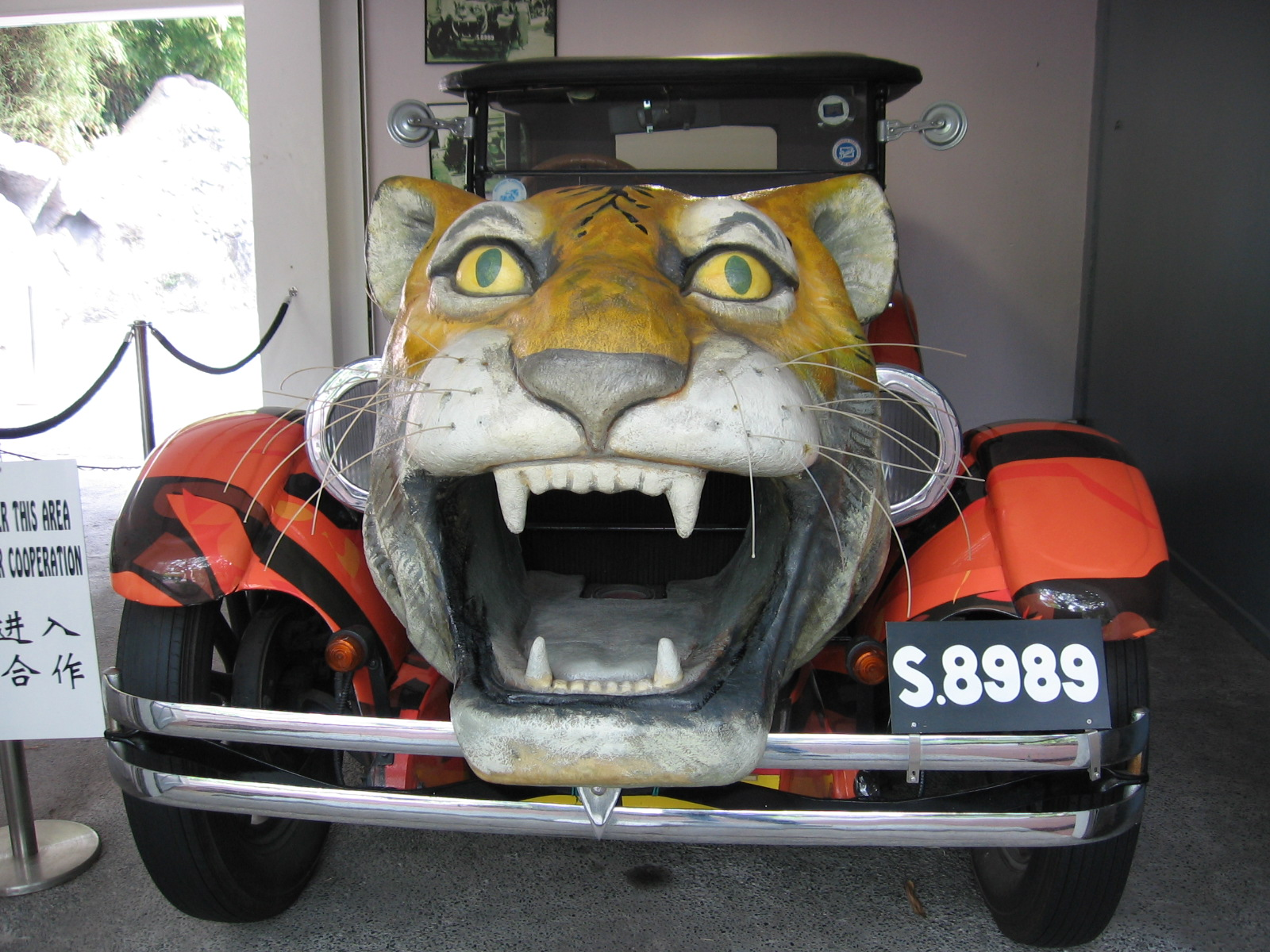
巨大なトラの頭を着けた自動車
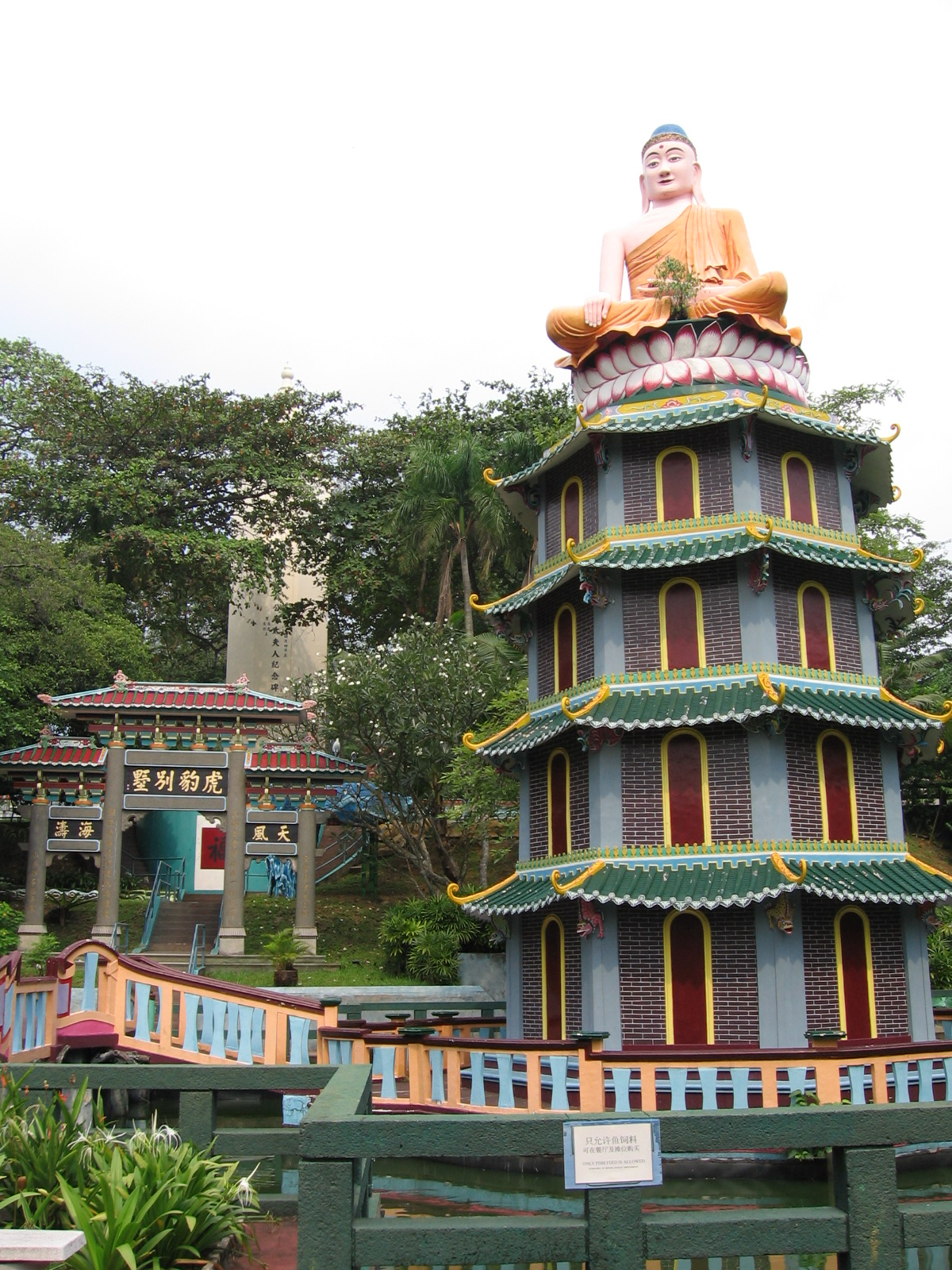
パゴダの上に座る仏像
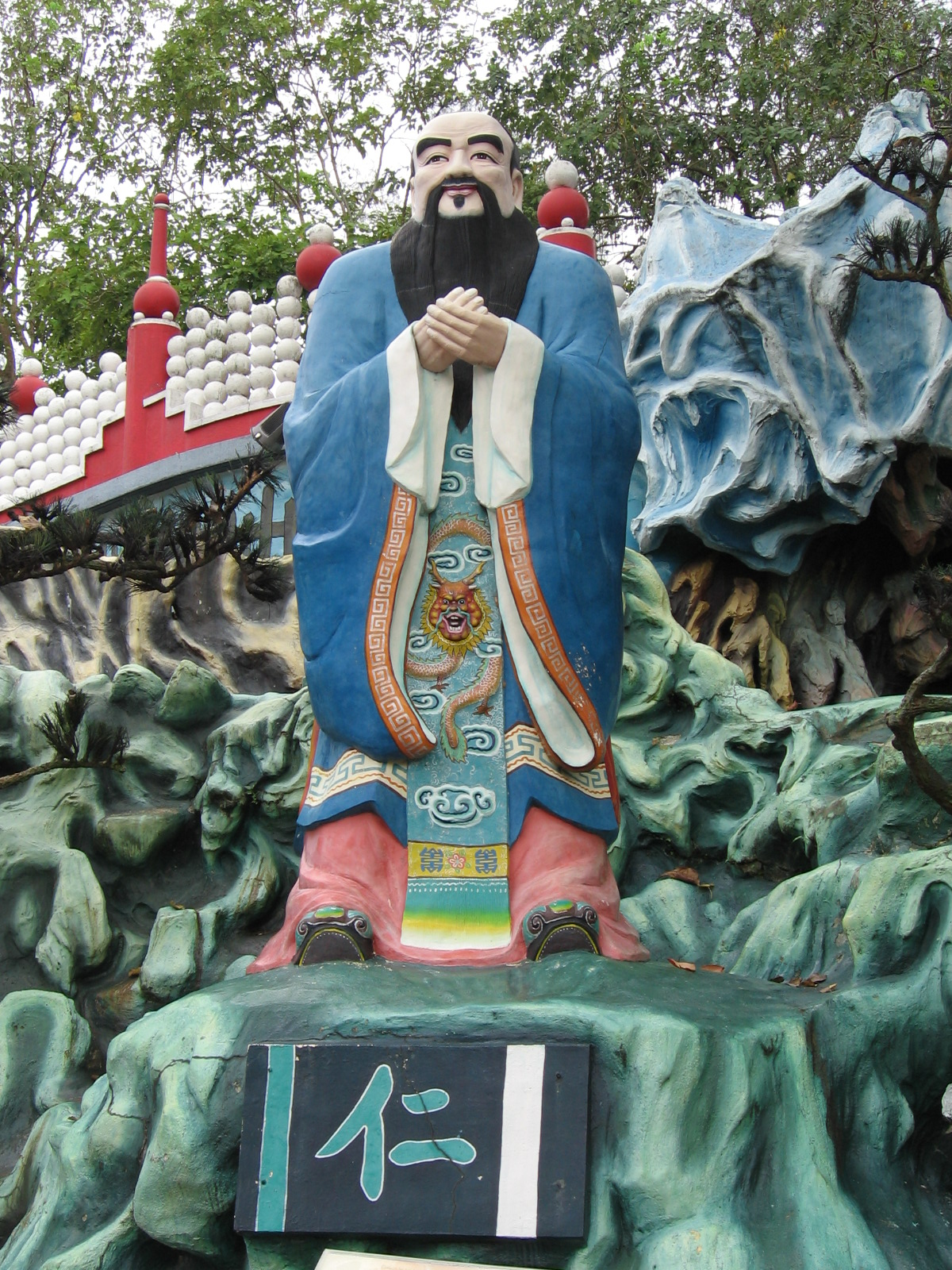
孔子像
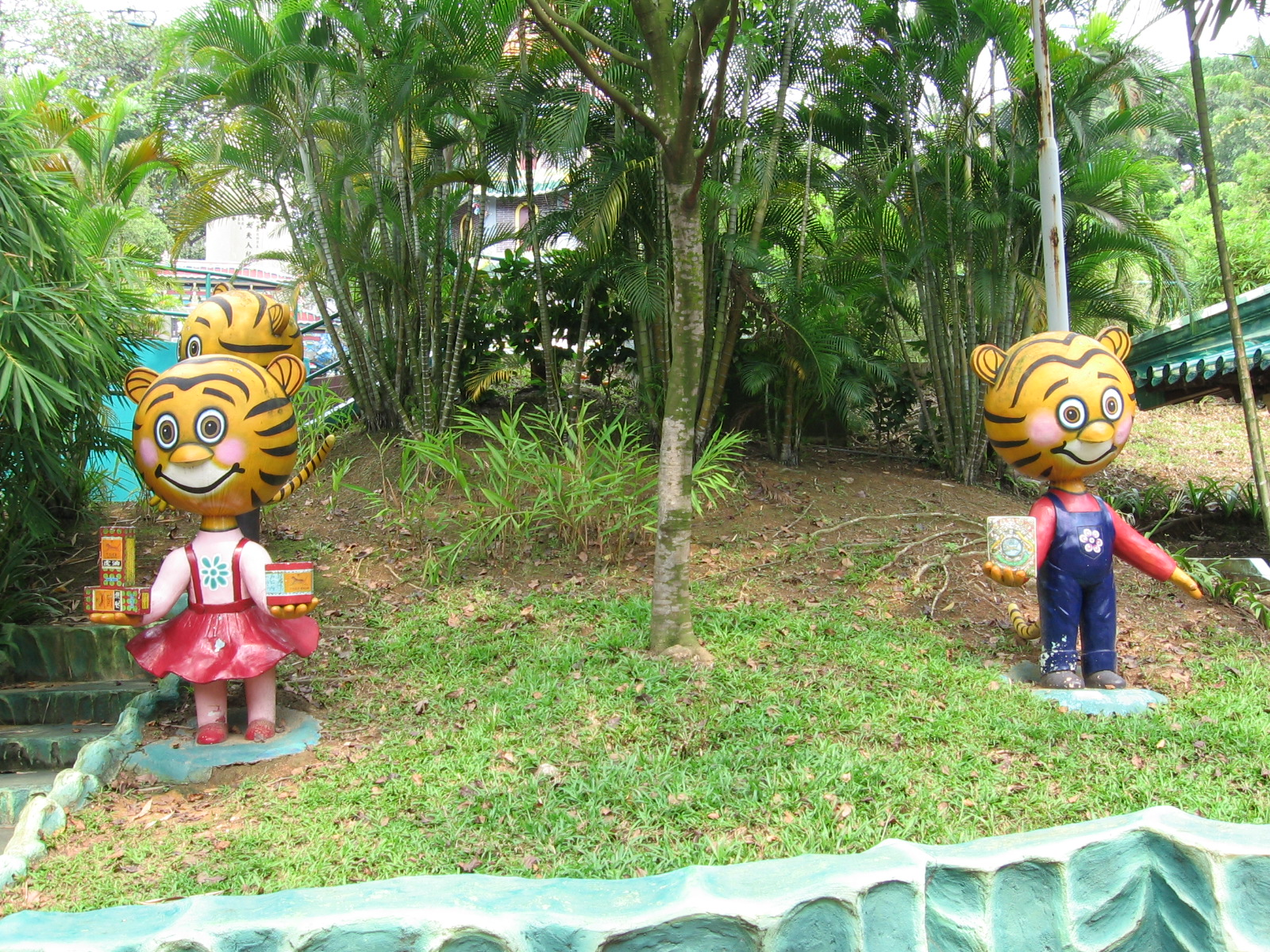
タイガーバームを手に持つトラのマスコットキャラクター

## 基本情報
- 所在地：シンガポール Pasir Panjang Road 沿い
- 開園時間：9:00から22:00
- 入場料：無料